# Xenicotela pardalina
Xenicotela pardalina är en skalbaggsart som först beskrevs av Bates 1884.  Xenicotela pardalina ingår i släktet Xenicotela och familjen långhorningar. Inga underarter finns listade i Catalogue of Life.